# Szerezd meg a zászlót
A Szerezd meg a zászlót (eredeti cím: Atrapa la bandera) 2015-ben bemutatott spanyol 3D-s számítógépes animációs kaland–filmvígjáték, amelyet a Enrique Gato rendezett.
A producerei Álvaro Augustín, Ignacio Fernández-Veiga, Jordi Gasull, Axel Kuschevatzky, Nicolás Matji és Edmon Roch. Az animációs film forgatókönyvírója Patxi Amezcua. Zeneszerzője Diego Navarro. A mozifilm a 4 Cats Pictures, Lightbox Entertainment, Los Rockets AIE La Película, Telecinco Cinema, Telefonica Studios, Ikiru Films, AMC Networks International Iberia és Mediaset Spain gyártásában készült, a Paramount Pictures forgalmazásában jelent meg.
Spanyolországban 2015. augusztus 28-án mutatták be a mozikban. Magyarországön az HBO mutatta be 2016. szeptember 17-én.

## Szereplők
| Szereplő          | Eredeti hang            | Magyar hang        |
| ----------------- | ----------------------- | ------------------ |
| Richard Carson    | Dani Rovira             | Zöld Csaba         |
| Amy González      | Michelle Jenner         | Vida Sára          |
| Frank Goldwing    | Camillo García          | Papp János         |
| Bill Gags         | Xavier Cassan           | Karácsonyi Zoltán  |
| Mike Goldwing     | Carme Calvell           | Pál Dániel Máté    |
| Marty Farr        | Javier Balas            | Boldog Gábor       |
| Scott Goldwing    | Toni Mora               | Dolmány Attila     |
| Steve Gigs        | Fernando García Cabrera | Katona Zoltán      |
| Samantha Goldwing | Marta Barbará           | Kisfalvi Krisztina |
| Jack Farr         | Ramon Canals            | Sarádi Zsolt       |
| Jay Lemmon        | Jordi Royo              | Kapácsy Miklós     |
| Tess              | Margarita Cavero        | Pupos Tímea        |
| Elnök             | Alba Sola               | Bertalan Ágnes     |